# Matteo Bobbi

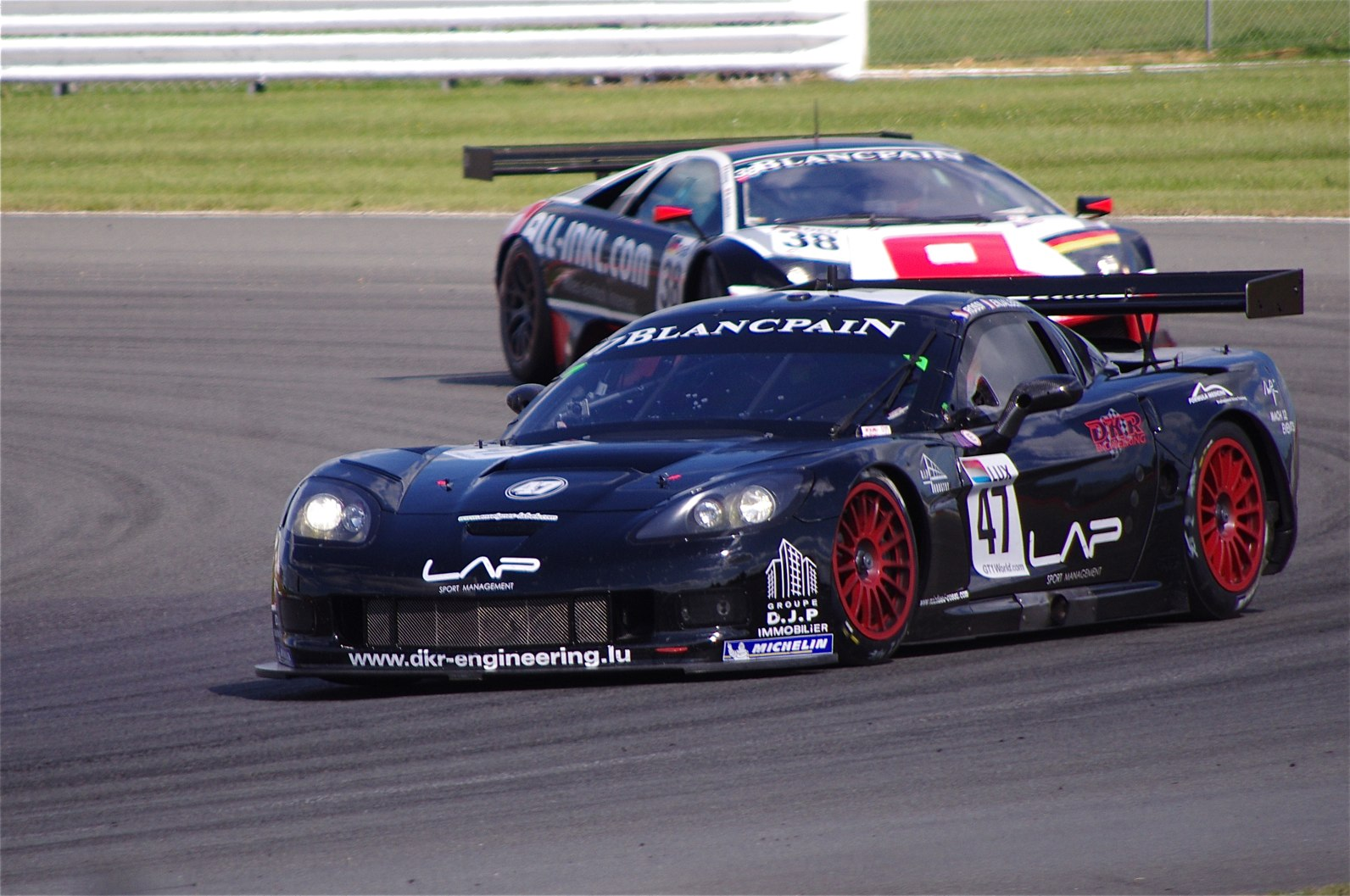
Matteo Bobbi op Silverstone in 2011.

Matteo Bobbi (Milaan, 2 juli 1978) is een Italiaans autocoureur die drie jaar testrijder was voor het Formule 1-team Minardi.

## Carrière
Bobbi begon zijn autosportcarrière in het karting in 1995 en stapte in 1998 over naar het formuleracing in de Formule Renault 2.0, waar hij meerdere keren op het podium eindigde. In 2000 testte hij voor het eerst een Formule 1-auto van Minardi en werd de officiële testcoureur voor het team in 2001. In die jaren nam hij ook deel aan de Open Telefónica by Nissan, waarbij hij één race won op het Circuit Ricardo Tormo Valencia. In 2002 won hij vijf races in de Formule Nissan 2000 en eindigde als tweede in het kampioenschap met één punt achterstand op Santiago Porteiro.
In 2003 won Bobbi de FIA GT samen met Thomas Biagi in een BMS Scuderia Italia Ferrari en eindigde hier als tweede in 2004. In 2006 werd hij achter Jaime Melo, Jr. tweede in de GT2-klasse.
Tot 2003 bleef Bobbi met Minardi werken, waarbij hij tijdens de Grand Prix van San Marino 2003 een vrije training mocht rijden.
Sinds zijn vertrek bij Minardi heeft Bobbi in verschillende sportscars- en endurancekampioenschappen gereden, waaronder de Le Mans Series, de Porsche Supercup, de International GT Open en de Blancpain Endurance Series. Tevens reed hij in 2009 in de LMP2-klasse van de 24 uur van Le Mans voor het team Racing Box in een Lola B08/80-Judd met Thomas Biagi en Andrea Piccini, maar zij vielen na 203 ronden uit.